# أندرو بيتس
أندرو بيتس (بالإنجليزية: Andrew Betts)‏ مواليد 11 مايو 1977 في ليسترشير، إنجلترا، المملكة المتحدة، هو لاعب كرة سلة بريطاني بدأ مسيرته الاحترافية في سنة 1998. يبلغ طوله 7 قدم 1 بوصة (2.2 م). اعتزل اللعب في 2012.

## فرق لعب لها
- بالاكانسترو ريجيانا
- ريال مدريد بالونكيستو
- ساسكي باسكونيا
- جوفينتوت بادالونا
- نادي إشبيلية لكرة السلة
- سان سباستيان غيبوثكوا بي سي

## روابط خارجية
- أندرو بيتس على موقع الاتحاد الدولي لكرة السلة (الإنجليزية)
- أندرو بيتس على موقع الدوري الأوروبي لكرة السلة (الإنجليزية)
- أندرو بيتس على موقع سبورتس رفرنس (الإنجليزية)
- أندرو بيتس على موقع الدوري الإسباني لكرة السلة (الإسبانية)
- أندرو بيتس على موقع كرة السلة الأوروبية.كوم (الإنجليزية)
- أندرو بيتس على موقع كلية كرة السلة في سبورتس رفرنس.كوم (الإنجليزية)
- أندرو بيتس على موقع ريلجم (الإنجليزية)
- أندرو بيتس على موقع بروبوليرز (الإنجليزية)
- أندرو بيتس على موقع سبورتس رفرنس (الإنجليزية)